# Bobby Robson
Sir Robert William "Bobby" Robson CBE (18. februar 1933 i Sacriston – 31. juli 2009) var en engelsk fodboldmanager, og tidligere international fodboldspiller. Hans professionelle spillerkarriere varede i næsten 20 år, og han repræsenterede kun to engelske hold, Fulham og West Bromwich Albion. Han fik 20 landskampe for England og scorede fire mål. Hans karriere som manager, både på klub- og landsholdsniveau, gør ham til en af de mest succesfulde managere i verden. Han har vundet seriemesterskab i både Holland og Portugal, og vundet sølv i både Spanien og England. Desuden har han ført det engelske landshold til semifinale i verdensmesterskabet i fodbold i VM 1990 som blev afholdt i Italien.
Robson er en af få med riddertitel i fodbolden og er medlem af English Football Hall of Fame. Han er ærespræsident i Ipswich Town, og var international fodboldkonsulent for det irske landshold. Han fik i 2006 diagnosen kræft for femte gang.
Robson døde som følge af kræftsygommen d. 31. juli 2009.

## Barndom
Han blev født i Sacriston, Durham, og var den yngste søn af Philip og Lilian Robson. Familien flyttede til Langley Park da Robson kun var nogle måneder gammel. Hans far arbejdede i en kuldgrav og tog ofte med unge Robson på en lang gåtur for at se på det lokale hold, Newcastle United. Robson har sagt at Jackie Milburn og Len Shackleton var hans barndomshelte. Begge disse spillede som "inside-forwards" (en slags tilbagetrukket spids), samme position som Robson selv kom til at spille på.

## Spillerkarriere
Robson signerede for Fulham i maj 1950, til trods for interesse fra Middlesbrough. Han kom fra hans lokale klub, Langley Park Juniors. Han rykkede ned fra topdivisionen med Fulham i 1951-52-sæsonen, men returnerede da han signerede for West Bromwich Albion seks år senere, i marts 1956. Han spillede 257 kampe og scorede 61 mål for WBA, før han i august 1962 vendte tilbage til Fulham. På tampen af karrieren var han spillende træner i canadiske Vancouver Royals.
Robson repræsenterede England 20 gange, og scorede fire mål. Hans debut kom mod Frankrig i november 1957. Kampen endte 4-0 til England, og Robson scorede to. Han var med i den engelske trup til både VM 1958 og VM 1962.

## Managerkarriere

### Før England
Robson debuterede som manager for sin tidligere klub Fulham i januar 1968. Han varede ikke længe, og forlod London-klubben i november samme år. Han sagde selv, at han ikke fik at vide, at han havde mistet jobbet fra klubben, men fra en plakat.
Han drog videre til Ipswich Town i 1969, og det var der han opbyggede sit rygte som en succesfuld manager. Efter fire middelmådige sæsoner, ledede Robson klubben til en 4. plads i topdivisionen, samt sejr i Texaco Cup i 1972-73-sæsonen. I de kommende ni sæsoner blev Ipswich kun dårligere end nummer 6 én gang, i 1977-78-sæsonen, som alligevel blev en succes fordi klubben vandt FA-cupen efter at have slået Arsenal 1-0 i finalen. I løbet af sine 13 år i chefsstolen i Ipswich, forvandlede han holdet fra at være en dumpekandidat til at blive blandt de bedste hold i England. De kom blandt andet på 2. plads i serien to gange og de deltog ofte ieuropæiske turneringer. Foruden at vinde FA-cupen i 1978, vandt Robson også UEFA-cupen i 1981. I de tretten år han var på Portman Road, hentede han kun fjorten spillere ind fra andre klubber, og satsede i stedet på at spillere udviklede sig gennem Ipswichs juniorprogram.

### England
Robsons resultater med Ipswich førte til at han i 1982 overtog det engelske fodboldlandshold efter Ron Greenwood, efter VM i Spanien. Under Bobby Robsons ledelse kom England til at gøre sit bedste VM siden sejren i 1966. Starten på hans karriere som landsholdschef var dog ikke så god. England magtede ikke at kvalificere sig for EM 1984, men kvalificerede sig for alle de kommende mesterskaber under Robsons ledelse.
I VM 1986 startede England mesterskabet dårligt, men efter at Robson ændrede på nogen taktiske dispositioner klarede de alligevel at kvalificere sig for ottendedelsfinalen, og kom også til kvartfinalen. Hvor det blev stop. Diego Maradona og Argentina blev for stærke, delvis på grund af Maradonas kendte mål Guds Hånd.
I kvalificeringen til EM 1988 mistede England kun et point, og slog Tyrkiet hele 8-0. I EM ville det alligevel ikke, og England blev slået ud i gruppespillet.
I VM 1990 blev England sædet til trækningen af gruppespillet, og mødte Holland, Irland og Ægypten. England vandt gruppen med fire point på tre kampe. I ottendedelsfinalen slog de Belgien ud, og i kvartfinalen Cameroun. I semifinalen skulle de op mod Vesttyskland. Kampen endte 1-1, men Vesttyskland blev for stærke på straffe, og England måtte spille bronzefinale. Italien blev for stærke i bronzefinalen, og værtsnationen vandt 2-1. Robson har ikke sagt et ord om semifinaletabet, og andre valg han kunne have taget. Sent i 1990, udgav han en selvbiografi som fik navnet Bobby Robson: An Autobiography (Bobby Robson: En selvbiografi).

### I Europa
FA fornyede ikke Robsons kontrakt efter VM 1990, og han tog til Holland for at træne PSV Eindhoven. Til trods for at PSV klarede at snyde Ajax for to serietitler, blev Robson ikke set på som en succes i PSV. Delvis på grund af dårlige resultater i Europa, delvis på grund af uoverensstemmelser med nogen af spillerne. Derfor gik turen videre til Sporting Lisboa i 1993, men han ble uventet fyret i december 1994, til trods for at klubben lå på toppen af tabellen. Sportings rivaler, Porto, var hurtige med at ansætte Robson, og slog Sporting Lisboa i den portugisiske cupfinale, og fulgte op med at vinde serien i både 1995 og 1996.
Dette tiltrak sig opmærksomhed fra den spanske storhed Barcelona. En af de vigtigste afgørelser Robson gjorde var at hente Ronaldo for €19 millioner, en dristig afgørelse som kom til at lønne sig. Barcelona vandt Copa del Rey, den spanske supercup og UEFA Pokalvindernes Turnering i 1997. Robson blev stemt som Årets manager i Europa, og Ronaldo sagde: "... som træner er han utvivlsomt en af de bedste i verden...". Robsons assistent i Barca var ingen ringere end José Mourinho, tidligere manager i Chelsea. Mourinho havde tidligere arbejdet for Robson i hans tid i Portugal, da som tolk. Senere fik Mourinho tilbud om at være Robsons assistent i Newcastle, noget Mourinho takkede nej til, så at han kunne fortsætte på at fokusere på sin karriere som manager.
Robson blev, efter den succesfulde førstesælson med Barcelona, forfremmet til daglig leder. Robson blev kun en sæson i denne stilling før han tog tilbage til Holland for at arbejde i sin tidligere klub, PSV Eindhoven. I 1998, lige før hans indtreden som PSV-chef, gav han og Bob Harris bogen Bobby Robson: An Englishman Abroad (Bobby Robson: En Engelskmand Udenlands).

### Retur til England
Robson blev udnævnt som ny manager i Newcastle United i september 1999, og i sin første hjemmekamp, slog Newcastle Sheffield Wednesday 8-0, som fortsat er klubbens største sejr på hjemmebane. Sent i 2000, efter Kevin Keegans opsigelse på det engelske landshold, blev styreformand Freddy Shepherd spurgt af FA om Robson kunne tage jobbet som midlertidig manager for landsholdet. Shepherd sagde nej. Da Robson tog over Newcastle var klubben i bunden af Premier League, men han førte dem til 4. pladsen i 2001-02-sæsonen. Efterfølgende sæson sikrede Robson 3. pladsen. I 2002 blev han slået til ridder for sine tjenester til fodbolden, og i 2003 blev han taget ind i English Football Hall of Fame på grund af hans præstationer. En dokumentarfilm fra BBC, Just Call Me Bobby (Bare Kald Mig Bobby) blev sendt 25. februar samme år, hvor Gary Lineker fulgte sin tidligere England-chef gennem en normal periode i hans dagligliv.
Robson kom efter hvert på kanten med spillerne og styrede. Derfor valgte Freddy Shepherd at fyre Robson 30. august 2004, på grund af en dårlig sæsonstart (ironisk nog en meget bedre sæsonstart end hvad hans efterfølger præsterede kommende sæson) og på grund af misnøje blandt spillerne. Robson er fortsat højt værdsat blandt Newcastles supportere på grund af det han opnåede med klubben. 2. marts 2005 blev han tildelt Freedom of the City of Newcastle upon Tyne (en slags bynøgle).
Hans seneste selvbiografi, Bobby Robson: Farewell but not Goodbye (Bobby Robson: Farvel men ikke Adjø) kom ud i 2005. Titlen er baseret på en af hans udtalelser. I bogen kommer Robson med detaljeret kritik af hvordan Shepherd styrede Newcastle, og påstod at mens han var manager blev han nægtet information om kontraktsforhandlinger og spillerkøb/salg. Han kritiserede også Shepherd og Douglas Hall, vice-styreformanden, for at de kun fokuserede på førsteholdet og St James' Park, som førte til at de negligerede mindre glamourøse, men dog lige vigtige, områder som træningsfeltet, ungdomssatsingen og talentspejder. Klubbens træningsfelt blev senere kritiseret af Robsons arvetager, Graeme Souness, for en række skader på klubbens førstelholdsspillere.

### Fodboldkonsulent
7. juni 2005 afslog Robson muligheden til at blive manager i Hearts, fordi han ønskede at blive boende i Newcastle. 13. januar 2006 blev han udnævnt til international fodboldkonsulent for det irske landshold, mens Steve Staunton blev udnævnt til manager.

## Udenfor fodbolden

### Personlig liv
Sir Bobby giftede sig med Elsie i 1955, og de har tre børn, Andrew, Paul og Mark. Han er Freeman of Newcastle, som han i sin selvbiografien omtaler som sit stolteste øjeblik i sit liv.

### Andre forretningsinteresser
I 2004, tog han, for en kort tid, over efter Brian Clough som spaltist for britiske FireFireTo, efter Cloughs dødsfald. Robson har skrevet under på en række sponsoraftaler, deriblandt en tv-reklame med Carlsberg. Han skriver også en ugentlig spalte for Daily Mail.

### Sundhed
6. maj 2006 offentliggjorde Daily Mirror at Robson led af kræft for tredje gang, og at en svulst havde blevet fjernet fra hans lunge. 5. august samme år blev han taget med til sygehuset efter at have sagt at han ikke følte sig så godt efter ti minutter af opgøret mellem Ipswich Town og Crystal Palace i Championship. Før kampen havde Robson blevet hyldet af fansene på Portman Road efter at have blevet udnævnt til ærespræsident i Ipswich Town.
Det viste sig 20. august at Robson havde fået en hjernesvulst, og måtte gennemgå en operation 23. august. Operationen var vellykket, og Robson var på bedringens vej.
31. august blev det offentliggjort at han havde reageret på operationen og at dette havde forårsaget en let svelning i hjernen, som førte til at han mistede følelsen i venstre side. 17. oktober var han helt frisk igen, og kunne genoptage sine pligter for det irske landshold. Alligevel viste det sig at han ikke havde overvundet kræften helt endnu. 6. maj 2007, kunne det reporteres at Sir Bobby havde fået diagnosen kræft for femte gang.
Den 31. juli 2009 døde Bobby Robson i sit hjem, 76 år gammel.

## Managerstatistikker

### Kluboversigt
| Hold                       | Land               | Fra                | Til                | Oversigt | Oversigt | Oversigt | Oversigt | Oversigt |
| Hold                       | Land               | Fra                | Til                | M        | S        | T        | U        | Sejr %   |
| -------------------------- | ------------------ | ------------------ | ------------------ | -------- | -------- | -------- | -------- | -------- |
| Fulham                     | England            | 1. januar 1968     | 1. november 1968   | 36       | 6        | 21       | 9        | 16.7     |
| Ipswich Town               | England            | 1. januar 1969     | 7. juli 1982       | 617      | 267      | 197      | 153      | 43.3     |
| England                    | England            | 7. juli 1982       | 1990               | 95       | 47       | 18       | 30       | 49.5     |
| PSV Eindhoven              | Holland            | 1990               | 1992               | 76       | 52       | 7        | 17       | 68.4     |
| Sporting Clube de Portugal | Portugal           | 1992               | 1994               | 59       | 34       | 12       | 13       | 57.6     |
| Futebol Clube do Porto     | Portugal           | 1994               | 1996               | 120      | 86       | 11       | 23       | 71.7     |
| FC Barcelona               | Spanien            | 1996               | 1998               | 58       | 38       | 8        | 12       | 65.5     |
| PSV Eindhoven              | Holland            | 1998               | 1999               | 38       | 20       | 8        | 10       | 52.6     |
| Newcastle United           | England            | 2. september 1999  | 30. august 2004    | 255      | 119      | 72       | 64       | 46.7     |
| Totalt i karrieren         | Totalt i karrieren | Totalt i karrieren | Totalt i karrieren | 1354     | 669      | 354      | 331      | 49.4     |

### Sejre
| Titel                           | Hold          | År         |
| ------------------------------- | ------------- | ---------- |
| Texaco Cup                      | Ipswich Town  | 1973       |
| FA-cupen                        | Ipswich Town  | 1978       |
| UEFA-cupen                      | Ipswich Town  | 1981       |
| Eredivisie                      | PSV Eindhoven | 1991, 1992 |
| Taça de Portugal                | Porto         | 1994       |
| Campeonato português de futebol | Porto         | 1995, 1996 |
| Copa del Rey                    | Barcelona     | 1997       |
| UEFA Pokalvindernes Turnering   | Barcelona     | 1997       |

### Individuelle sejre
- CBE for tjenester til fodbold: 1990
- Fotballskribentenes Forbunds Hyldelsespris for flot bidrag til det nationale spil: 1992
- Britiske Sportskribenters Forbunds Pat Besford Trofé for flot opnåelse: 2001
- Slået til ridder for tjenester til fodbold: 2002
- FA's Hall of Fame: 2002
- Årets internationale personlighed (Eircom): 2006